# Marinesteunpunt Pointe Blanche

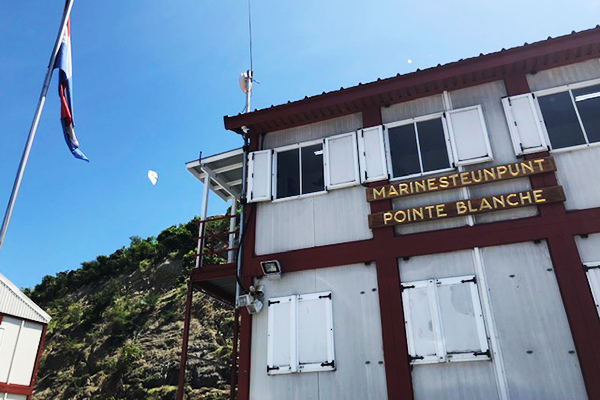
Onderkomen op het marinesteunpunt Point Blanche op Sint Maarten (2019)

Marinesteunpunt Pointe Blanche is een vestiging van de Koninklijke Marine op het eiland Sint Maarten. Er is een detachement van het Korps Mariniers gelegerd ter ondersteuning van de Bovenwindse eilanden.

## Geschiedenis
Aanleiding voor de bouw van het steunpunt vormde de staatkundige hervormingen binnen het Koninkrijk der Nederlanden van 10 oktober 2010. Sindsdien is Sint Maarten een onafhankelijk land binnen het Koninkrijk. In die hoedanigheid kan het aanspraak maken op permanente militaire presentie. Door bezuinigingen op Defensie liet de opening van een permanente vestiging enige jaren op zich wachten.
Het steunpunt werd geopend op 19 november 2013 door de gouverneur van Sint Maarten, Eugene Holiday. Deze deed eerder een oproep aan toenmalig minister Hillen om een permanente eenheid mariniers op het eiland te stationeren vanwege de vele orkanen in het gebied. De jaarlijkse kans op een tropische storm is in dit gebied 65% en de jaarlijkse kans op een orkaan in de omgeving van de bovenwindse eilanden is 15%. De verwachting is dat de aanwezigheid van de mariniers bijdraagt aan de politieke stabiliteit op het eiland. Ook aan toeristen geeft de militaire presentie een gevoel van veiligheid.

## Taken
Het mariniersdetachement voert op het eiland reguliere defensietaken uit: landsverdediging, het bevorderen van de internationale rechtsorde en het verlenen van militaire bijstand aan lokale autoriteiten van de Bovenwindse eilanden, waaronder noodhulp bij orkanen. Ook assisteren de mariniers bij grensbewaking en ondersteunen ze de Kustwacht van het Caribisch gebied. Andere vormen van hulp die wordt geboden zijn:
- dienstverlening, opsporing en handhaving zoals visserij-inspecties en controles op illegale activiteiten
- opsporing- en reddingsoperaties in het zeegebied
- het ondersteunen van het Vrijwilligerskorps Sint Maarten
- de nog nader in te vullen Sociaal Vormende Dienstplicht op Sint Maarten
- speciale beveiligingsopdrachten

## Detachement

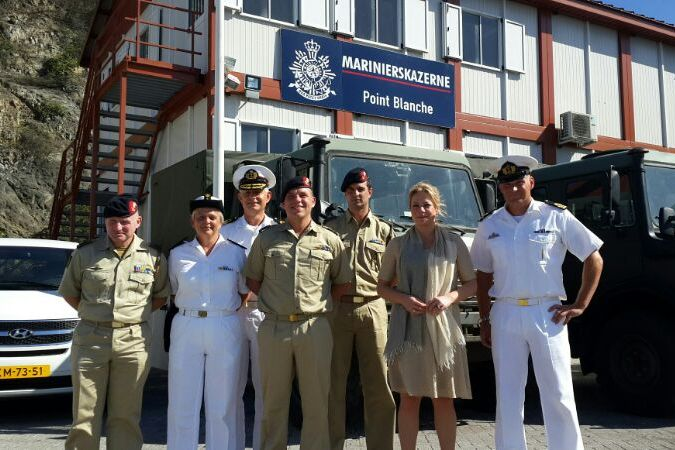
Werkbezoek van de Minister van Defensie Jeanine Hennis-Plasschaert aan Pointe Blanche (2014), hier nog aangeduid als marinierskazerne.

Mariniersdetachement Sint Maarten (MARNSDET SXM) bestaat uit een commandant en een vaste staf van 6 personen. Deze wordt aangevuld met een 4-maandelijks roulerend peloton (raiding section) van 16 mariniers en een FRISC-groep van 4 personen. Het detachement valt onder de verantwoordelijkheid van Commandant der Zeemacht in het Caraibisch Gebied. Het materieel bestaat uit twee FRISC-motorboten en enkele Anaconda terreinvoertuigen. Nieuw personeel krijgt bij aanvang een kort opleidingsprogramma waaronder schietoefeningen, het vertrouwd leren raken met procedures voor noodhulpverlening en het verkrijgen van situatiekennis op de drie eilanden. Er wordt regelmatig geoefend met de voertuigen en de motorboten, al dan niet samen met de Kustwacht Caribisch Gebied.

## Inzet
Regelmatig doen de lokale autoriteiten een beroep op de eenheid voor militaire bijstand. Zo werd enkele malen op verzoek de nabijgelegen Pointe Blanche-gevangenis doorzocht. De grootste inzet van het detachement was bij de orkaan Irma. Eerder werd ook hulp verleend bij de tropische stormen Gonzalo, Danny en Erika.
In het tweede kwartaal van 2020 werd op verzoek van de lokale politie assistentie verleend in verband met de coronapandemie. Daartoe werd tijdelijk een extra peloton van 32 mariniers op het eiland gestationeerd.

## Huisvesting

Embleem van het marinesteunpunt Pointe Blanche

De kazerne is sinds 2013 gevestigd op een tijdelijke locatie in de containerhaven van Sint Maarten, op zuidelijkste puntje van het eiland (Pointe Blanche). Er liggen plannen om een nieuwe kazerne te bouwen. Die had al in 2015 gereed moeten zijn, maar de locatie voor nieuwbouw bleek ongeschikt. Bij een overtrekkende orkaan loopt dat gebied als eerste onder water. Het Rijksvastgoedbedrijf heeft een alternatieve locatie op het oog, maar van nieuwbouw is het anno 2020 nog niet gekomen.

## Embleem
Zoals elke marinelocatie heeft dit steunpunt een officieel embleem. Het is na advies van de Hoge Raad van Adel in 2017 vastgesteld door de Commandant Zeestrijdkrachten. De omschrijving van het embleem luidt: In zilver een Antilliaanse leguaan van sinopel, gezeten op een rots van natuurlijke kleur, uitkomende uit de linker schildrand. Embleemspreuk: ALTIJD BEHULPZAAM in Latijnse letters van sinopel op een lint van zilver.